# Tratado de Alaksandu
El Tratado de Alaksandu (CTH 76) fue un pacto concertado por escrito entre el rey del Imperio hitita, Muwatalli II, y el soberano de Wilusa, Alaksandu, a principios del siglo XIII a. C.
Este tratado, hallado en Hattusa —excavada a partir de 1905—, originalmente en escritura hitita cuneiforme, se ha podido interpretar a partir del desciframiento de este sistema de escritura, en la primera mitad del siglo XX.

## Contenido
Comienza con una introducción en la que Muwatalli II recuerda a Alaksandu los lazos que unen ambos territorios desde tiempo atrás, en que Wilusa figura como territorio sometido en el pasado por el Imperio hitita.
Asimismo, se recuerda a Alaksandu que fue entronizado como rey de Wilusa por el propio gran rey de los hititas. Alaksandu, como rey de Wilusa, es obligado por el tratado a:
- Informar al rey de los hititas de rebeliones que se puedan producir en países vecinos.
- Ayudar con sus tropas al Imperio hitita en caso de guerra.
- Ayudar a los estados vasallos vecinos, siempre que estos sean leales al Imperio hitita.
- Impedir que tropas enemigas atraviesen su territorio.
- Capturar y entregar a los hititas a presos que hayan podido huir de territorio hitita.

A cambio, Muwatalli II se compromete a mantener en la cima del poder de Wilusa a Alaksandu y, por consiguiente, a combatir a todo aquel que intente sublevarse contra su poder.
Asimismo, existen algunos datos adicionales sobre la relación de Wilusa con su entorno que se desprenden del contenido del tratado:
- Wilusa pasó a control hitita aproximadamente hacia 1600 a. C.
- No hubo ningún abandono importante de Wilusa por parte del Imperio hitita al menos entre 1600 y 1400 a. C.
- Wilusa no fue aliado de Arzawa, enemigo de los hititas durante la época de Suppiluliuma I ni participó en la guerra entre Arzawa y las tropas de Mursili II.

El tratado incluye un listado de dioses que debían ser testigos del tratado, entre los que se encuentran Apaliunas, que algunos han relacionado con el Apolo griego y Kaskalkur, que es relacionado con las corrientes de agua subterráneas. Con respecto a Apaliuna o Appaliunas, sin embargo, algunos arqueólogos han señalado que en el documento faltan los signos que le preceden y por tanto no se puede deducir el nombre completo.